# Huitznopala
Huitznopala är en ort i Mexiko.   Den ligger i kommunen Lolotla och delstaten Hidalgo, i den sydöstra delen av landet, 170 km norr om huvudstaden Mexico City. Huitznopala ligger 1 198 meter över havet och antalet invånare är 279.
Terrängen runt Huitznopala är huvudsakligen kuperad, men västerut är den bergig. Runt Huitznopala är det ganska glesbefolkat, med 35 invånare per kvadratkilometer. Närmaste större samhälle är Lototla, 9,6 km söder om Huitznopala. I omgivningarna runt Huitznopala växer huvudsakligen savannskog.